# Monts Cyclope
Pour les articles homonymes, voir Cyclope (homonymie).
Les monts Cyclope sont localisés à l'ouest de Jayapura dans la province de Papouasie en Indonésie.
En papou, ces monts sont connus sous le nom de monts Dafonsoro ou Dabonsolo.

## Géographie

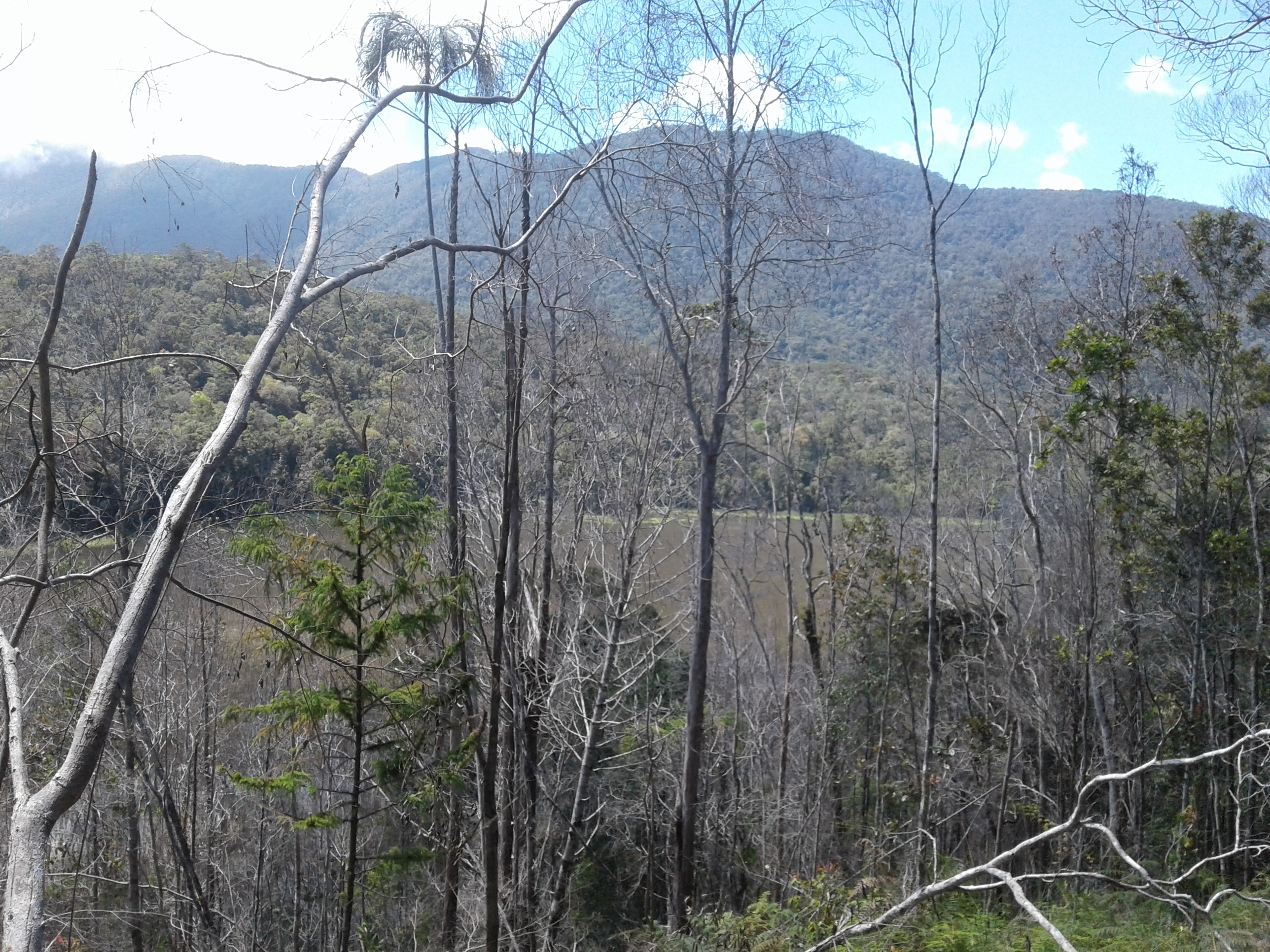
Vue des monts Cyclope.

Ces montagnes sont peu étendues et leur point culminant est Gunung Ifar, à 2 160 m d'altitude.

## Histoire
Les monts Cyclope sont nommés par Louis Antoine de Bougainville qui les voit au loin alors qu'il navigue le long des côtes occidentales de la Nouvelle-Guinée.
Dans les années 1930, Evelyn Cheesman séjourne quelque temps dans cette zone pour y étudier les insectes.